# Szenesedő pereszke
A szenesedő pereszke (Tricholoma ustale) a pereszkefélék családjába tartozó, Eurázsiában és Észak-Amerikában honos, lomberdőkben élő, nem ehető gombafaj. 

## Megjelenése
A szenesedő pereszke kalapja 3-8 cm széles, fiatalon félgömb alakú, majd domborúan, széles domborúan kiterül; közepén általában megmarad egy lapos púp. Színe gesztenyebarna, kissé olív árnyalattal. Felülete csupasz, nedvesen nyálkás, nagyon ragadós; szárazon fénylő. Széle eleinte begöngyölt, később kiegyenesedik, idősen hullámos, lebenyes lehet. 
Húsa rostos, fehéres színű, sérülésre barnán elszíneződik. Szaga enyhén lisztes, íze lisztes-kesernyés. Idősen vagy kiszáradva megfeketedik. 
Sűrű lemezei tönkhöz nőttek vagy pereszkefoggal lefutók. Színük fiatalon fehéres-krémszínű, idősen világosbarna, sötétebb foltokkal. 
Tönkje 4-9 cm magas és 1,5-2 cm vastag. Alakja hengeres vagy kissé bunkós, hamar üregesedik. Színe a kalapnál halványabb, barnásan szálazott.
Spórapora fehér. Spórája széles elliptikus, sima, inamiloid, mérete 6-7,5 x 5-6 µm.

### Hasonló fajok
A kesernyés pereszke, a foltos pereszke vagy a nyárfa-pereszke hasonlíthat hozzá. 

## Elterjedése és termőhelye
Eurázsiában és Észak-Amerikában honos. Magyarországon helyenként nem ritka. 
Savanyú talajú lomberdőben nő. Szeptember-októberben terem.

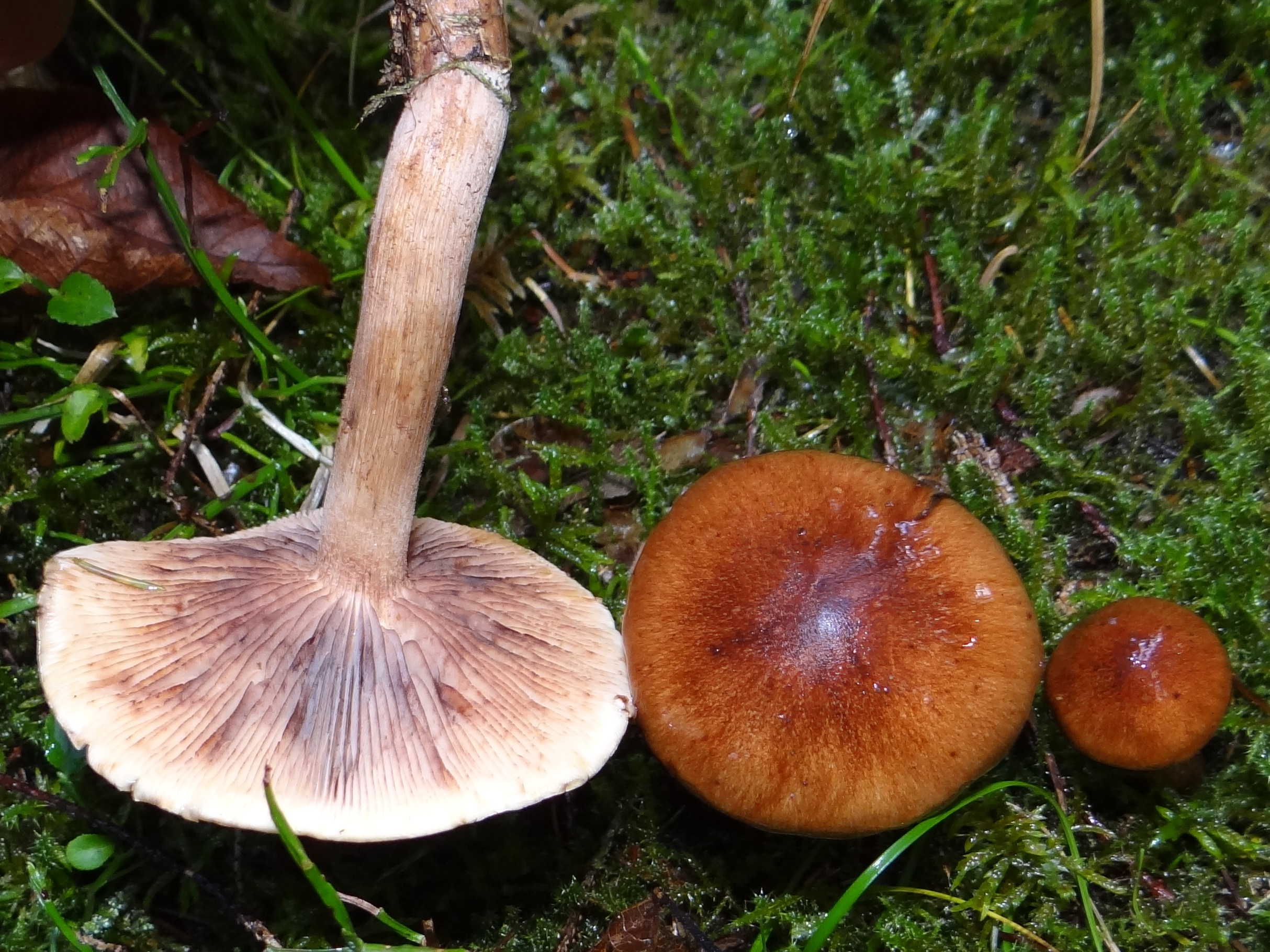
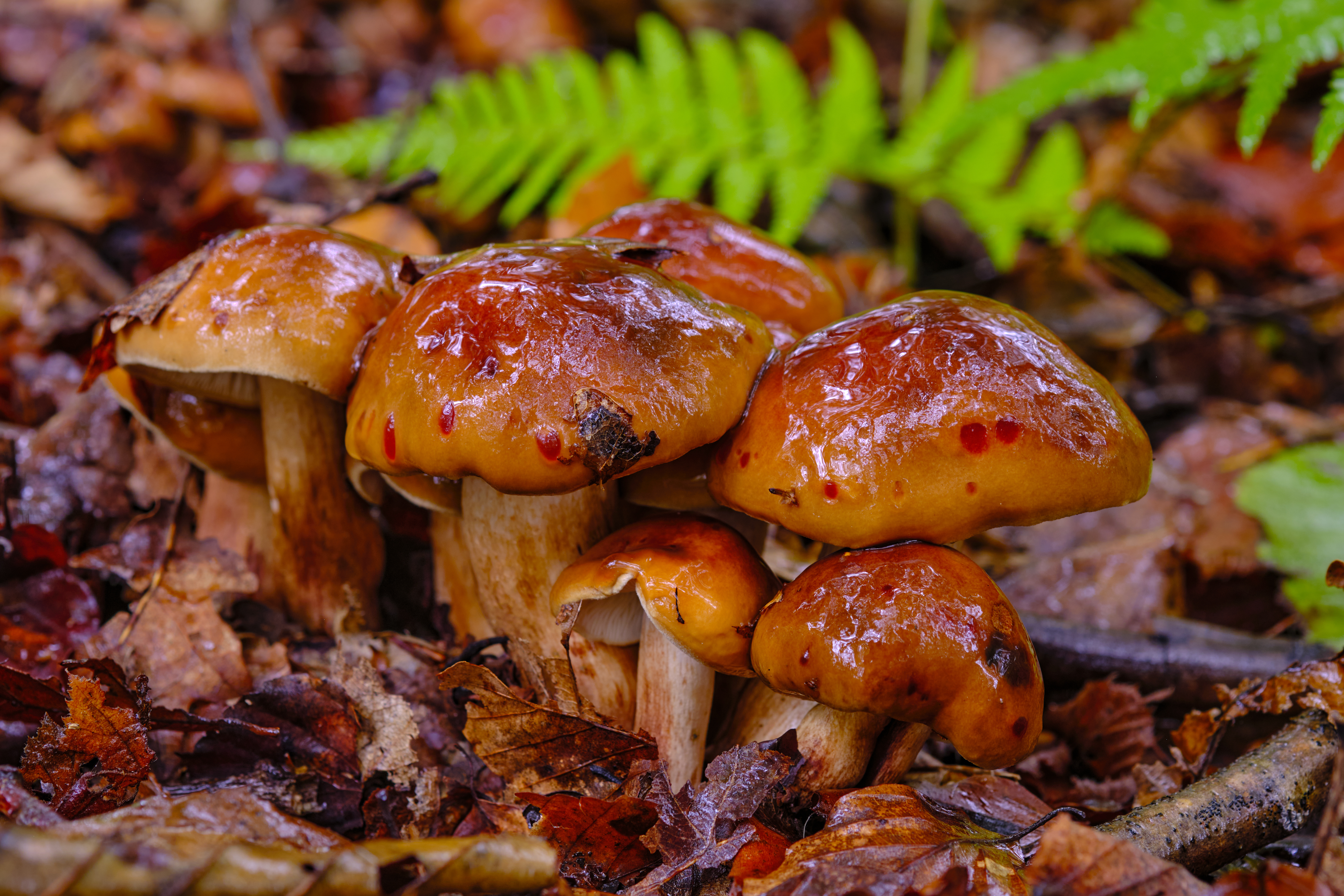
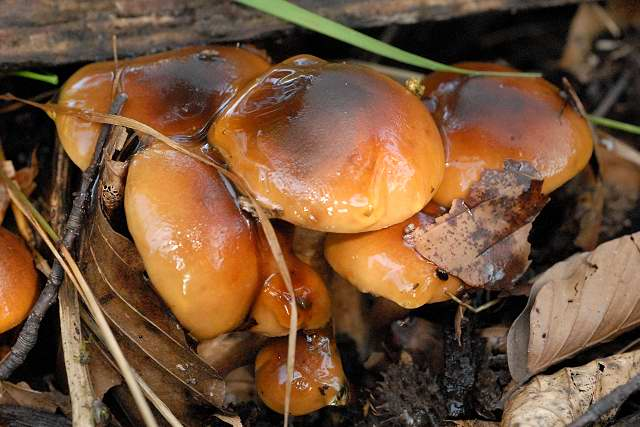
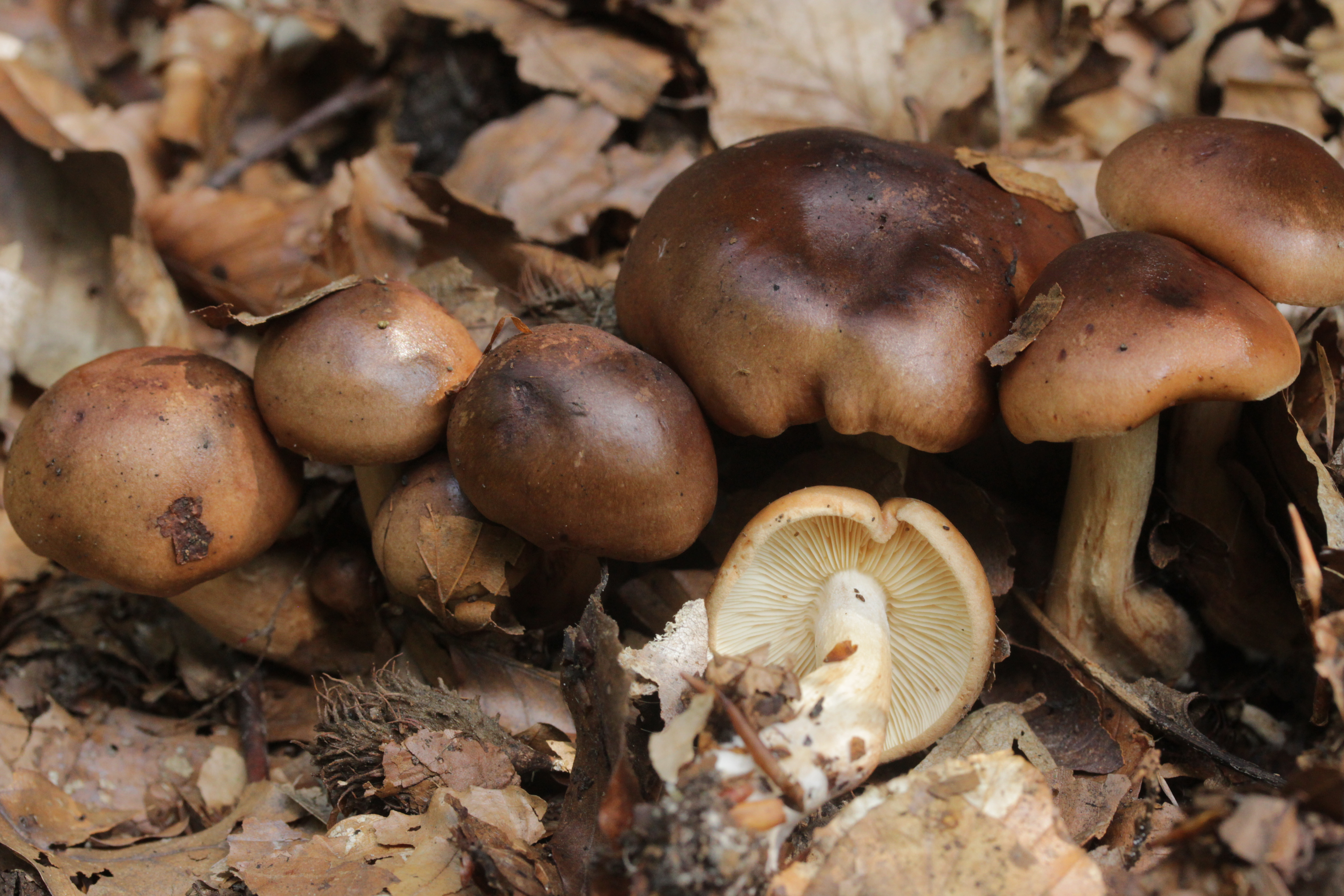
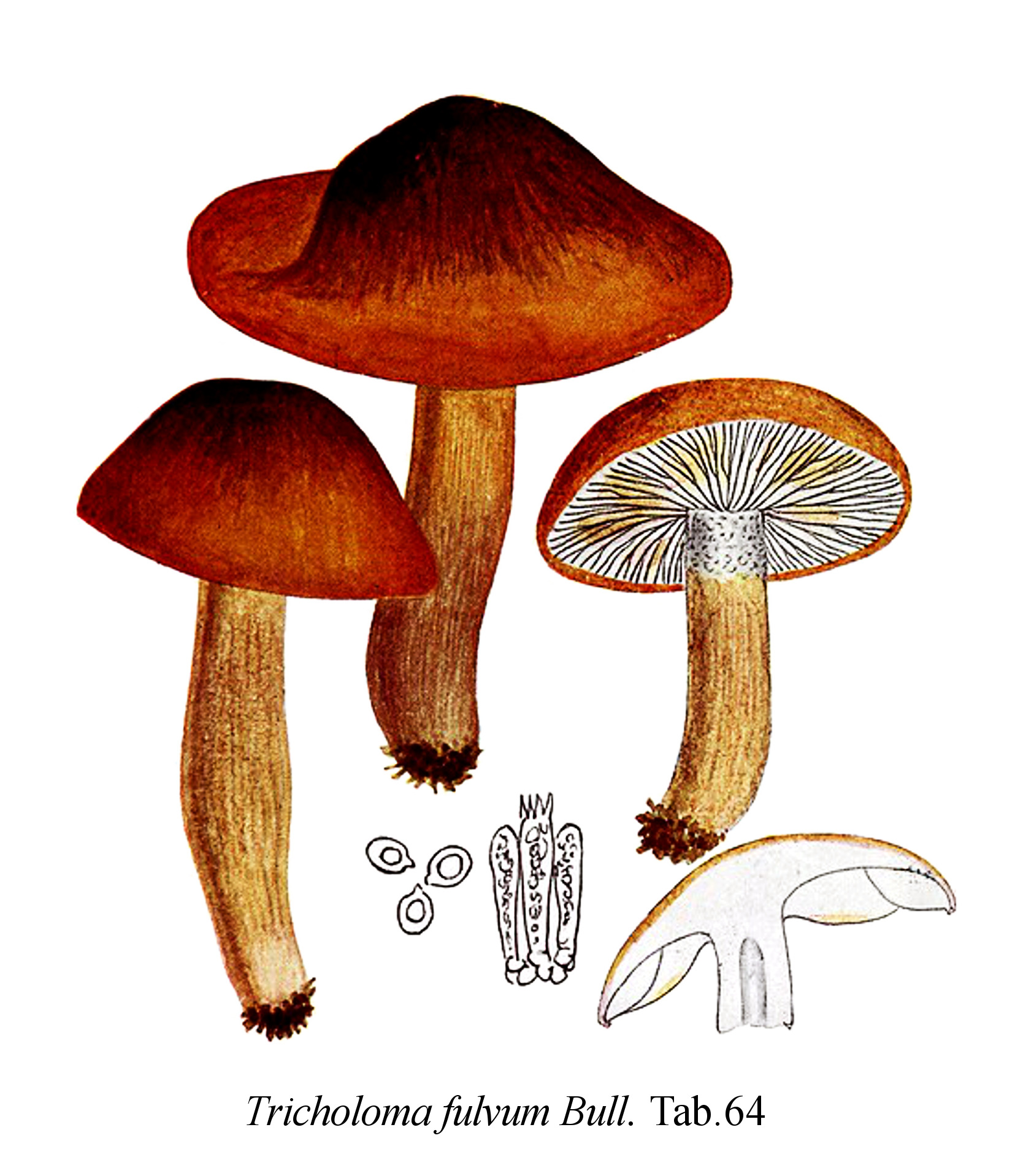

Nem ehető.  